# 1021
1021 (MXXI) fue un año común comenzado en domingo del calendario juliano.

## Eventos

### Por lugar

#### Norteamérica
El uso de una nueva técnica de datación que analiza los anillos de los árboles ha proporcionado evidencia de que los vikingos ocuparon L'Anse aux Meadows en Terranova, Canadá, en este año. Aunque se sabe desde hace mucho tiempo que los europeos llegaron a América antes de la llegada de Colón al Nuevo Mundo en 1492, utilizando una señal de radiocarbono atmosférico producida por una tormenta solar fechada como referencia, pudieron precisar el "año exacto de tala del árbol" hasta 1021. Se sabe que una tormenta solar de este tipo, una enorme explosión de radiación del Sol que golpea la Tierra, tuvo lugar en el año 993, conocido como 993-994 pico de carbono-14, Esto les permitió determinar una fecha más precisa que las estimaciones anteriores para el campamento de aproximadamente 1000 d. C.

## Nacimientos
- Eudoxia Macrembolitissa, segunda esposa del emperador Constantino X Ducas.
- Wang Anshi, reformador chino (m. 1086)

## Fallecimientos
- Fujiwara no Akimitsu, burócrata japonés.
- 16 de marzo - Heriberto de Colonia, santo de la Iglesia católica.
- Al-Hákim bi-Amrillah, sexto califa fatimí en Egipto.
- Minamoto no Yorimitsu, miembro del clan Minamoto.
- Rørek Dagsson, rey de Hedmark, Noruega.
- Wolbodo de Lieja, obispo de Lieja, Utrecht.